# Нартекс
Притвор или нартекс е термин в сакралната (църковна) архитектура. Думата нартекс произлиза от гръцката дума νάρθηξ (нартекс) – име на растителния вид Ferula Communis, също жезъл или кутия от нартеково дърво. Нартексът е типичен за архитектурата на източноправославните храмове.
Притворът представлява най-западната част на един християнски храм, отделен от наоса с глуха стена. Той може да бъде изцяло изграден вътре в сградата – в този случай се нарича вътрешен притвор (нартекс интериор или езонартекс). Когато е непосредствено пред сградата като част от фасадата ѝ, навес или покрито място, се дефинира като външен притвор (нартекс екстериор или екзонартекс, както и лити – от лития, коленопреклонно моление, извършвано в него). Често нартексът е ограден с колонада от арки. Тунелът под колонадата е допълнително украсяван. Един от най-интересните български нартекси е този на централната църква „Света Богородица“ в Рилския манастир. Той е богато украсен със стенописи и е пример за българската сакрална архитектура.
В раннохристиянската епоха притворът приютявал по време на богослужение оглашените (хората, които се подготвят да приемат християнството, но все още не са кръстени). В първите векове там пребивавали и каещите се и получилите епитимии (наказания). Нартексът се е ползвал за светите тайнствата кръщение (ако е нямало специално помещение, наречено кръщелна, баптистерий), миропомазване и брак. Днес за тази цел се предпочитат помещения, заделени от него, където се кръщава (баптистерии), а бракосъчетанията протичат изцяло в наоса.
Днес притворът най-често се използва за продажба на свещи, за канцелария на свещениците и за други цели, свързани с практическите потребности на служителите при храма, докато в миналото за това е служела т.нар. църковна сграда („одая“ или „стая“ в българска традиция), която заедно с училището и общината (общинската одая) влизала в ансамбъла на църковния двор.
Според възприетите в България литургични практики в нартексите на манастирските храмове се извършват последованията на полунощницата, на първия, третия и деветия часове, и повечерията. Ако храмът има втори, външен притвор (екзонартекс), в него на празничните вечерни се извършва литията, поради което той се нарича често „лити“ (гр. литион).